# Demiku
Demiku es una entidad de población española del municipio de Bermeo, perteneciente a la provincia de Vizcaya, en la comunidad autónoma del País Vasco.

## Toponimia
El nombre del lugar puede encontrarse escrito con las grafías Demiku y Demenigos.

## Historia
Hacia mediados del siglo XIX, el lugar era referido como un barrio ya por entonces perteneciente a Bermeo. Aparece descrito en el séptimo volumen del Diccionario geográfico-estadístico-histórico de España y sus posesiones de Ultramar de Pascual Madoz con las siguientes palabras:

DEMENIGOS: barrio en la prov. de Vizcaya, part. jud. de Guernica, térm. jurisd. de Bermeo.
(Madoz, 1847, p. 369)

En 2023, la entidad singular de población tenía empadronados 43 habitantes.